# 中国工商银行股份有限公司北京通州分行
39°54′24″N 116°38′41″E / 39.90675°N 116.64472°E
中国工商银行股份有限公司北京通州分行（简称为中国工商银行北京通州分行）位于北京市通州区新华西街47号，是中国工商银行的一家分行。
工行北京通州支行成立于1997年7月。2021年2月26日，北京银保监局批准将北京通州支行升格为北京通州分行。